# Bartošovce
Bartošovce (in ungherese Bartosfalva, in tedesco Bartelsdorf) è un comune della Slovacchia facente parte del distretto di Bardejov, nella regione di Prešov.

## Storia
Il villaggio viene citato per la prima volta nel 1374 quando venne fondato da alcuni coloni tedeschi. All'epoca la giustizia veniva amministrata secondo il diritto germanico. Nel XV secolo appartenne ai Perény, per poi passare, nel XVI secolo, ai Bornemisza. Nel XVII secolo appartenne ai conti Forgách.